# Уорбек, Дэвид
Дэвид Уорбек — актёр, заметный исполнитель ролей в низкобюджетных фильмах, снятых в США, Италии и Англии в 70-е года. За свою кинокарьеру Дэвид Уорбек сыграл в 37 фильмах, первый из которых вышел в 1969, а последний в 1998 годах.

## Биография
Дэвид Уорбек родился в городе Крайстчерч (Новая Зеландия). С раннего детства уже начал интересоваться театром. Впоследствии начал играть в театре непосредственно (среди его любимых пьес были произведения Уильяма Шекспира). Учился в Лондонской Королевской Академии драматического искусства. Актёр умер от рака 23 июля 1997 года в Лондоне.

## Карьера в кино
Первым фильмом Уорбека стал фильм 1969 года «Волчья голова: Легенда о Робин Гуде», в котором актёр исполнил главную роль Робин Гуда. В 1971 году Уорбек снялся в спагетти-вестерне Серджо Леоне «С динамитом в кулаке», где бок о бок работал с Джеймсом Коберном. В 1981 году Уорбек снимается сразу в двух фильмах итальянского кинорежиссёра Лучо Фульчи «Чёрный кот» и «Седьмые врата ада». По словам Лучо Фульчи, выбор Уорбека в качестве исполнителя главной роли в фильме «Седьмые врата ада» пал ввиду его внешней схожести с актёром Джеком Николсоном.
В 1980 году Уорбек снимается в фильме о вьетнамской войне «Последний охотник» режиссёра Антонио Маргерити. Уорбек исполнил главную роль капитана Генри Морриса, а его партнёршей была Тиса Фэрроу. Фильм имел большой успех, что способствовало продолжению сотрудничества Маргерити и Уорбека. Актёр снимается в его фильмах «Охотники за золотой коброй», «Бегство с проклятого архипелага» (оба 1982 года). В 1987 году, исполнив роль доктора Ливси, Уорбек снимается в сериале «Остров сокровищ» вместе с Энтони Куином и Джованни Ломбардо Радиче.
В 1996 году Уорбек был задействован в фильме режиссёра Аль Феста «Экран-убийца», где также приняли участие некоторые известные актёры ранних фильмов ужасов. Последним фильмом актёра стал фильм-пародия на вампирские фильмы ужасов 1998 года (вышел уже после его смерти) «Улыбка на лезвии бритвы» режиссёра Джейка Уэста.

## Фильмография
- 1969 — Волчья голова: Легенда о Робин Гуде / Wolfshead: The Legend of Robin Hood — Робин Гуд
- 1971 — С динамитом в кулаке / Giù la testa (Шон Нолан
- 1973 — Чёрная змея / Black Snake — сэр Чарльз Уолкер / Рональд Сопвит
- 1980 — Последний охотник / L’Ultimo cacciatore — Генри Моррис
- 1981 — Чёрный кот / Gatto nero — инспектор Горли
- 1981 — Седьмые врата ада / E tu vivrai nel terrore — L’aldilà  — доктор Джон МакКейб
- 1982 — Охотники за золотой коброй / I Cacciatori del cobra d’oro — Боб Джексон
- 1982 — Бегство с проклятого архипелага / Fuga dall’archipelago maledetto — Тайгер Джо
- 1987 — Остров сокровищ в космосе / L’Isola del tesoro — доктор Ливси
- 1996 — Экран-убийца / Fatal Frames — Бонелли
- 1998 — Улыбка на лезвии бритвы / Razor Blade Smile